# Larry Dean
Larry Dean (Tifton, 7 agosto 1988) è un ex giocatore di football americano statunitense che ha giocato nel ruolo di linebacker . Fu ingaggiato dai Minnesota Vikings come undrafted free agent dopo non essere stato scelto nel Draft NFL 2010. Al college ha giocato a football presso la Valdosta State University.

## Carriera universitaria
Dopo aver giocato per la Tift County High, venendo eletto per due volte Region 1-AAAAA Defensive Player of the Year, nel 2007 decise di far parte dei Valdosta State Blazers. Nel primo anno disputa come freshman 14 incontri partendo 11 volte titolare, mettendo a segno 71 tackle (di cui 7.5 con perdita di yard), 3 sack, 1 fumble forzato ed 1 intercetto, ed aiuta i Blazers a vincere l'NCAA Division II National Championship. Nel 2008 come sophomore disputa e parte da titolare in tutti i 12 incontri guidando la propria squadra con 95 tackle (ripartiti in 42 da solo e 53 assisti), fu l'unico non-senior ad essere votato capitano della squadra, e fu eletto nel second-team All-Gulf South Conference. Nel 2009 come junior partì titolare in 9 incontri su 10, fu di nuovo capitano della squadra e nuovamente la guidò con 80 tackle (metà da solo e metà assistiti), fu eletto first-team All-Gulf South Conference e third-team All-South Region dalla Football Gazette. Nel suo ultimo anno da senior Dean fu eletto All-American e vinse il Daktronics National Defensive Player of the Year, ma soprattutto mise a segno ben 122 tackle divenendo così in un sol colpo, con 368 tackle messi a segno in carriera, recordman di tutti i tempi per tackle della Gulf South Conference e dei Blazers, strappando il primato allo storico linebacker degli Atlanta Falcons Jessie Tuggle, fermo a 340.

## Carriera professionistica

### Minnesota Vikings

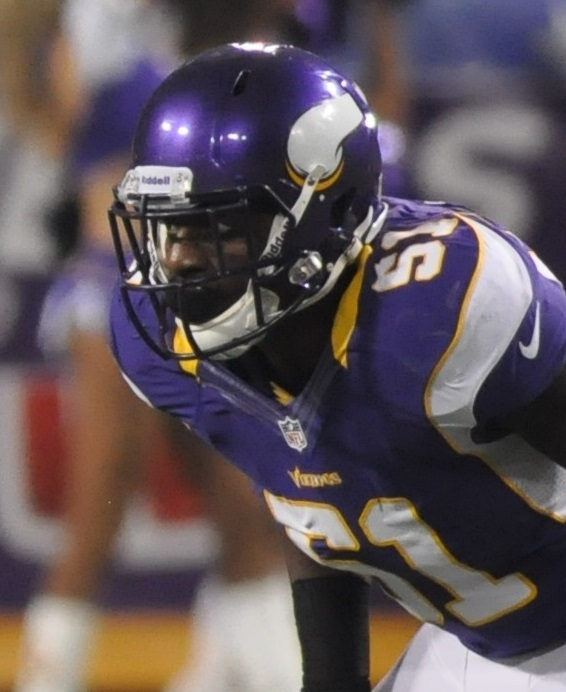
Dean con la maglia dei Vikings

Malgrado un buon curriculum universitario, Dean non fu selezionato da alcuna franchigia nel corso del Draft NFL 2011. Fu tuttavia in seguito invitato dai Vikings al tradizionale training-camp di Mankato in cui vengono testati i giocatori presi nel Draft e quelli in prova non ingaggiati da alcuna squadra. In quei giorni Dean impressionò lo staff che si convinse a metterlo sotto contratto (unico tra i non selezionati al Draft).
Nei primi due anni Dean fu impiegato dai Vikings come backup linebacker scendendo in campo in tutti e 32 (16 nel 2011 in cui fu l'unico rookie assieme a Christian Ballard a scendere in campo in tutti i match, e 16 nel 2012) gli incontri di stagione regolare ma mai da titolare e mettendo a segno 14 tackle (12 da solo e 2 assistiti). Nel 2012 entrò in ballottaggio per partecipare al Pro Bowl anche se alla fine non venne selezionato.

### Buffalo Bills
Nel 2014, Dean passò ai Buffalo Bills, con i quali prese parte a 13 partite, totalizzando 10 tackle e dando un sostanziale contributo negli special team.

## Statistiche
| Partite totali      | 61 |
| Partite da titolare | 0  |
| Tackle totali       | 37 |
| Sack                | 0  |
| Fumble forzati      | 1  |

Statistiche aggiornate alla stagione 2014